# Francisco Martino
Francisco Martino (6 de maio de 1884 - Buenos Aires, 25 de maio de 1938) foi um cantor, compositor e guitarrista argentino.
Francisco Martino foi muito ligado a Carlos Gardel no início da carreira deste, tanto que chegou a formar o primeiro duo, com o posteriormente mito máximo do tango, por força de um impedimento de José Razzano. Logo a seguir, criaram um quarterto com a participação de Saúl Salinas. Seu repertório de composições é muito variado, incluindo estilos, cifras, canções, milongas e tangos.

## Composições
- El sueño
- Amame mucho
- Sanjuanita de mi amor'
- Mi pañuelo bordao
- Soy una fiera
- La catedrática
- Para quererte nací
- 'Me piden que cante y canto
- 'Cariñito mío
- Maragata